# Adler Apotheke (Dortmund)

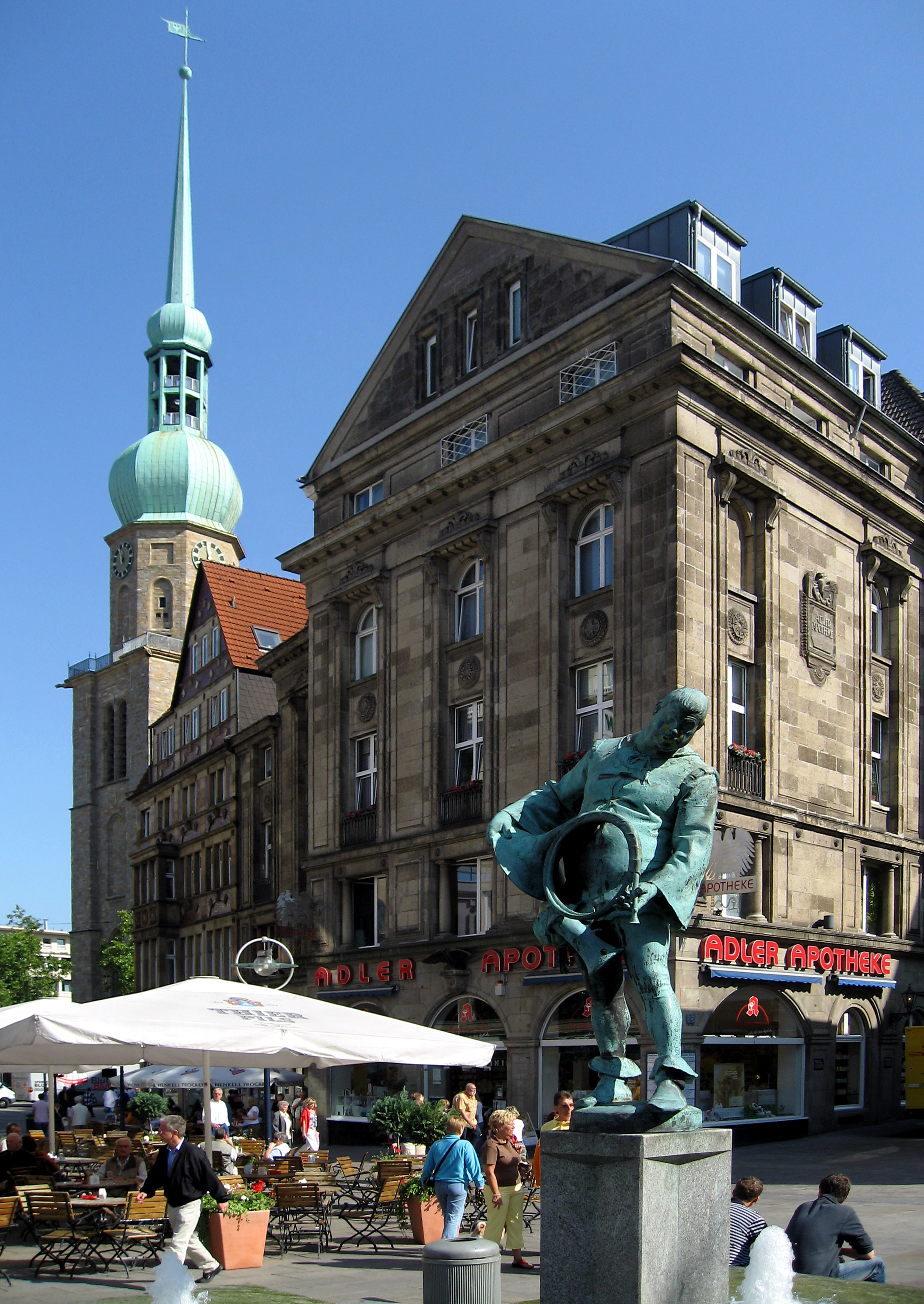
Adler-Apotheke am Alten Markt (rechts)

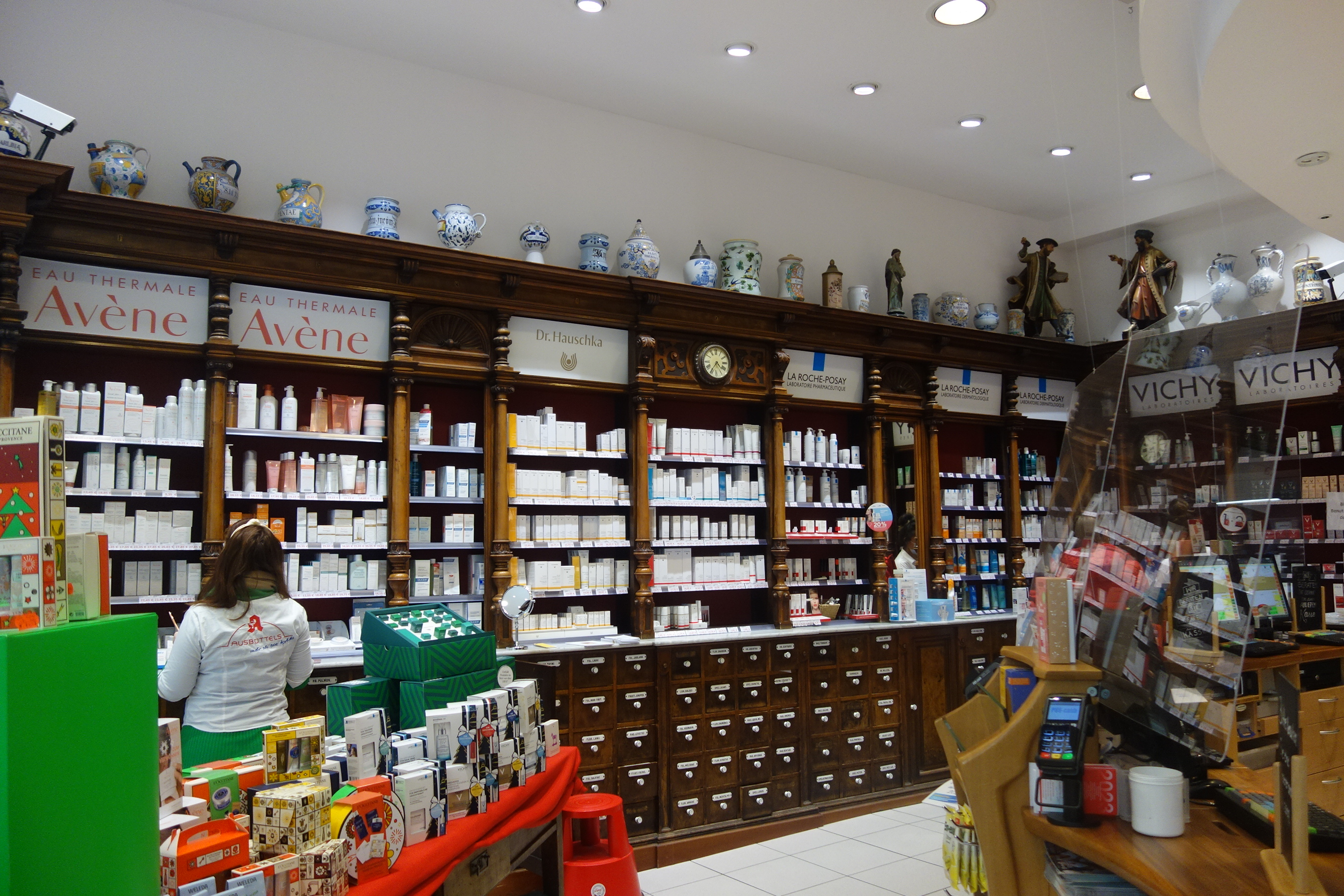
Offizin aus ehemaliger Viktoria-Apotheke Wuppertal, 1864

Die Adler-Apotheke am Alten Markt in Dortmund ist die älteste an ihrem ursprünglichen Standort vorhandene Apotheke in Nordrhein-Westfalen. Sie wurde 1322 erstmals urkundlich erwähnt, und ihre jeweiligen Besitzer sind seit über 500 Jahren namentlich nachgewiesen. Derzeit betreibt die Familie Ausbüttel die Adler-Apotheke.

## Geschichte
Der 1322 erwähnte Magister Gerhardus Krudener, der Kräuter und Gewürze im „Krähenloche von St. Marien“ zwischen Marien- und Reinoldikirche sowie in den Gassen zwischen Markt und Westenhellweg verkaufte, war vermutlich noch kein Apotheker im heutigen Sinne. Denn Apoteca meinte ursprünglich ein Warenlager oder eine mobile Bude als Verkaufsstelle, die noch nicht klar zwischen Arzneien, Kräutern, sonstigen Lebensmitteln und Wein abgrenzte. Erst der 1392 nachgewiesene Apteker Mester Willem pachtete von der Stadt das leer stehende ehemalige Tuchhaus Am Markt 4 als feste Adresse. Die nicht im Einzelnen nachgewiesenen Nachfolger waren vermutlich städtische Bedienstete der als Rats- und Stadtapotheke registrierten Offizin. Um 1500 erwarb ein Kaufmann das Gebäude, der ein Hinterhaus hinzu baute und die Offizin im Hauptgebäude an den Apotheker Dierek Osterwalt aus Duisburg verpachtete. Als nächste Pächter sind nachgewiesen
- 1509 Apptecker mester Johann, op bacalus, auch Chormeister, mit landwirtschaftlichem Nebenbetrieb,
- 1562 Quindin Kreler, Apteker, der nach 11 Jahren aufgab,
- 1573 Jacob Roills, den eine Konkurrenz-Apotheke nach zwei Jahren verdrängte,
- 1575 Apotheker Adrian, der von neuen Entwicklungen in der Pharmazie profitierte, die ihm eine wirtschaftliche Sanierung ermöglichten.

Der Dreißigjährige Krieg (1618–1648) führte zu einem Niedergang mit häufigen Pächterwechseln.
1734 erwarb Nikolaus Regenherz (1699–1761) von der bankrotten Stadt die Apotheke erstmals als privater Inhaber und nannte sie „Adler-Apotheke“. Nach mehreren Inhaberwechseln kaufte sie 1872 August Hültenschmidt; danach blieb sie 126 Jahre lang im Besitz dieser Apothekerfamilie in 4 Generationen. August Hültenschmidt nahm umfangreiche Renovierungsmaßnahmen vor, richtete eine homöopathische Spezialabteilung ein und erwarb eine Mineralwasser-Abfüll-Lizenz. Sein Sohn Alexander Hültenschmidt ließ 1912 nach dem Entwurf der Dortmunder Architekten Hugo Steinbach und Paul Lutter einen 5-stöckigen Neubau mit zwei Kelleretagen errichten; dieses 1914 eröffnete, unter Denkmalschutz stehende Gebäude Am Markt 4 beherbergt noch heute die Adler-Apotheke.
Da im Zweiten Weltkrieg die Offizin rechtzeitig (Frühjahr 1943) in den Keller verlagert worden war, überlebte sie die schweren Alliierten Luftangriffe 1943 und 1944, die 90 % der Innenstadt zerstörten.
1998 verkaufte der letzte Apotheker dieser Familie, Werner Hültenschmidt, die Apotheke mangels Nachfolger an Ulrich Ausbüttel, dessen Eltern bereits zwei Apotheken im Stadtteil Dortmund-Scharnhorst betrieben. Mehrere Apotheken der Familie in Dortmund und Heidenheim sind seit 1997 unter der Marke Ausbüttels Apotheken zusammengefasst.
In den Kellern der Apotheke richtete die Familie ab 2000 ein Apotheken-Museum ein (s. u.); es vereinigt die umfangreiche Sammlung pharmazeutischen Inventars, die die Eltern Hermann und Gisela Ausbüttel angelegt hatten, mit den Original-Objekten, die in der Adler-Apotheke selbst die Jahrhunderte überdauert hatten.
Das ursprüngliche Mobiliar der Adler-Apotheke ist nicht erhalten; es wurde mehrmals umgestaltet und ausgetauscht. In die heutige Offizin (linke Seite) eingebaut wurde deshalb aus der Sammlung Ausbüttel die Gründerzeit-Einrichtung der ehemaligen Viktoria-Apotheke Wuppertal von 1864: Typischer übereck gebauter Schubladenschrank mit von Säulen abgetrennten Aufsatz-Segmenten. Die Regale sind heute mit Fertigmedikamenten statt mit historischen Standgefäßen aus der gleichen Zeit bestückt; obenauf stehen jedoch Albarelli, Sirupkannen und Skulpturen, und weitere historische Arbeitsgeräte schmücken die Apotheken-Schaufenster.

## Apotheken-Museum
Das von der Familie Ausbüttel eingerichtete Apothekenmuseum befand sich zwischen den Jahren 2000 bis 2017 in den Kellern unter der laufenden Apotheke; über 6.000 Exponate waren auf knapp 130 m² Ausstellungsfläche in acht Räumen komprimiert: Sammlungsstücke aus mehreren historischen Apotheken mit Offizin (Handverkauf und Rezeptur), Materialkammer, Labor, Vorratsräumen, Fayenceraum, Bibliothek sowie Kräuterkammer.
Das erweiterte Museum zog 2017 in die Wißstraße 11 um und verfügt nunmehr über eine großräumig-helle Ausstellungsfläche von 300 m², verteilt auf 13 Räume.
Außer der in die noch aktive Offizin verbrachten Einrichtung aus der Wuppertaler Viktoria-Apotheke (s. o.) ist auch das im Museum aufgestellte Mobiliar aus der Remscheider Löwen-Apotheke als Bewegliches Denkmal in die Denkmalliste der Stadt Dortmund eingetragen.